# South Londonderry
South Londonderry es un lugar designado por el censo ubicado en el condado de Windham en el estado estadounidense de Vermont. En el Censo de 2020 tenía una población de 147 habitantes y una densidad poblacional de 88,55 habitantes por km². Fue incluido como CDP en el censo de 2020.

## Geografía
South Londonderry se encuentra ubicado en las coordenadas 43°11′34″N 72°48′54″O / 43.19278, -72.81500. Según la Oficina del Censo de los Estados Unidos,  tiene una superficie total de 1,66 km², de la cual 1,61 km² corresponden a tierra firme y 0,05 km² a agua.